# Charlotta Ludorf
Charlotta Ludorf (ur. 3 lutego 1866 w Kałęczynie, powiat Szczytno, zm. 25 lipca 1961 w Wawrochach, powiat Szczytno) – mazurska pieśniarka ludowa.
Pochodziła z rodziny chłopskiej, była córką Fryderyka i Anorty z Graboszów. Wyniosła z domu rodzinnego przywiązanie do tradycji polskich. Była znaną na Mazurach propagatorką słowa polskiego, głównie w formie pieśni i bajek. Pieśni wykonywała także po II wojnie światowej, dzięki czemu zostały one utrwalone przez folklorystów polskich pod kierunkiem Władysława Gębika; ukazały się m.in. w zbiorach Pieśni ludowe Mazur i Warmii Gębika (1953) i Śpiewa wiatr od jezior. Pieśni ludowe Warmii i Mazur Maryny Okęckiej-Bromkowej (1966).
W 1958 Charlotta Ludorf została uhonorowana Złotym Krzyżem Zasługi.
Źródła:
- Tadeusz Oracki, Słownik biograficzny Warmii, Mazur i Powiśla XIX i XX wieku (do 1945 roku), Instytut Wydawniczy Pax, Warszawa 1983